# Emmingen-Liptingen
Emmingen-Liptingen ist eine Gemeinde im baden-württembergischen Landkreis Tuttlingen in Deutschland.

## Geographie

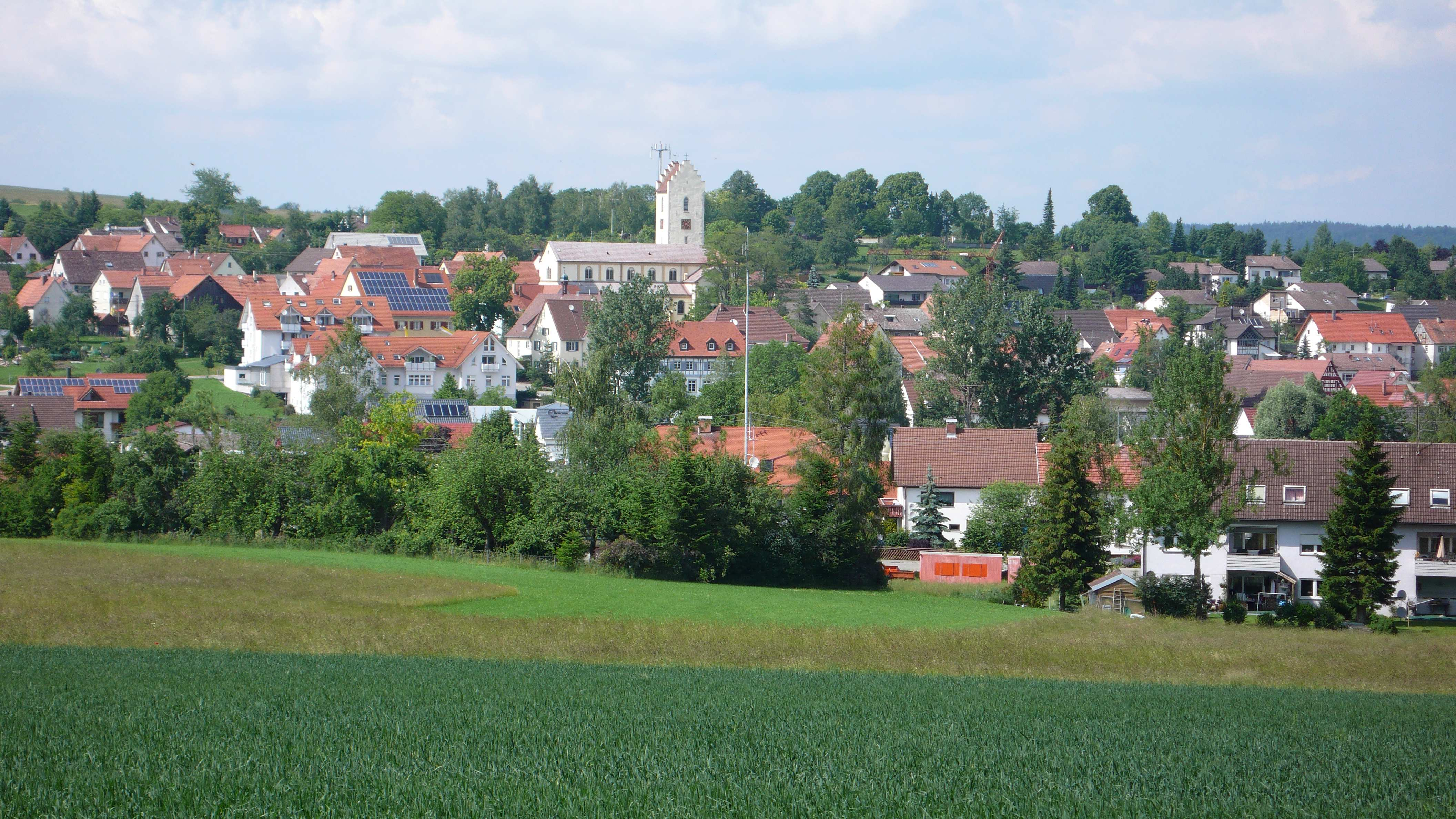
Blick auf Emmingen

### Geographische Lage
Emmingen-Liptingen liegt auf der Hegaualb, der südlichen Abdachung der Schwäbischen Alb, und damit südlich des Oberlaufs der Donau. Durch das Unterdorf von Emmingen fließt der Seltenbach.

### Nachbargemeinden
Die Gemeinde grenzt im Norden an die Kreisstadt Tuttlingen, im Osten an Neuhausen ob Eck, im Süden an Eigeltingen im Landkreis Konstanz sowie im Westen an Hattingen der Gemeinde Immendingen und Biesendorf der Stadt Engen.

### Gemeindegliederung
Emmingen-Liptingen besteht aus den beiden ehemaligen Gemeinden Emmingen ab Egg und Liptingen mit insgesamt 24 Dörfern, Weilern, Höfen und Häusern.
Zur ehemaligen Gemeinde Emmingen ab Egg gehören das Dorf Emmingen ab Egg, die Weiler Lazerhof und Zeilen, die Höfe Buhlenhof (Klemenzenhof, Heißenhof), Lehenholzerhof, Oberer Wasserburgerhof (Eichholzhof), Rager(Dreher)hof, Schäflehof (Ottmarshof), Schenkenberg(er)hof, Schlatterhof, Stefanshof, Venushof und Winklerhof und die Wohnplätze Pension Sonnenhalde und Ziegelei. Zur ehemaligen Gemeinde Liptingen gehören das Dorf Liptingen, der Weiler Wehstetten, die Höfe Bergenhof (Schützenhof), Bühlmühle, Ederstetten, Förlehof, Waldhof (Neuhaus) und Weidenbohlhof und der Wohnplatz Ziegelei.
Im Gebiet der ehemaligen Gemeinde Emmingen ab Egg liegen die abgegangenen Ortschaften Maggental und Mittelnbühel. Im Gebiet der ehemaligen Gemeinde Liptingen liegt die Burgruine Homburg.

### Schutzgebiete
Emmingen-Liptingen hat einen Anteil am Naturschutzgebiet Mühlebol-Wolfental sowie am FFH-Gebiet Hegaualb. Der nordwestliche Gemeindeteil liegt im Naturpark Obere Donau.

## Geschichte

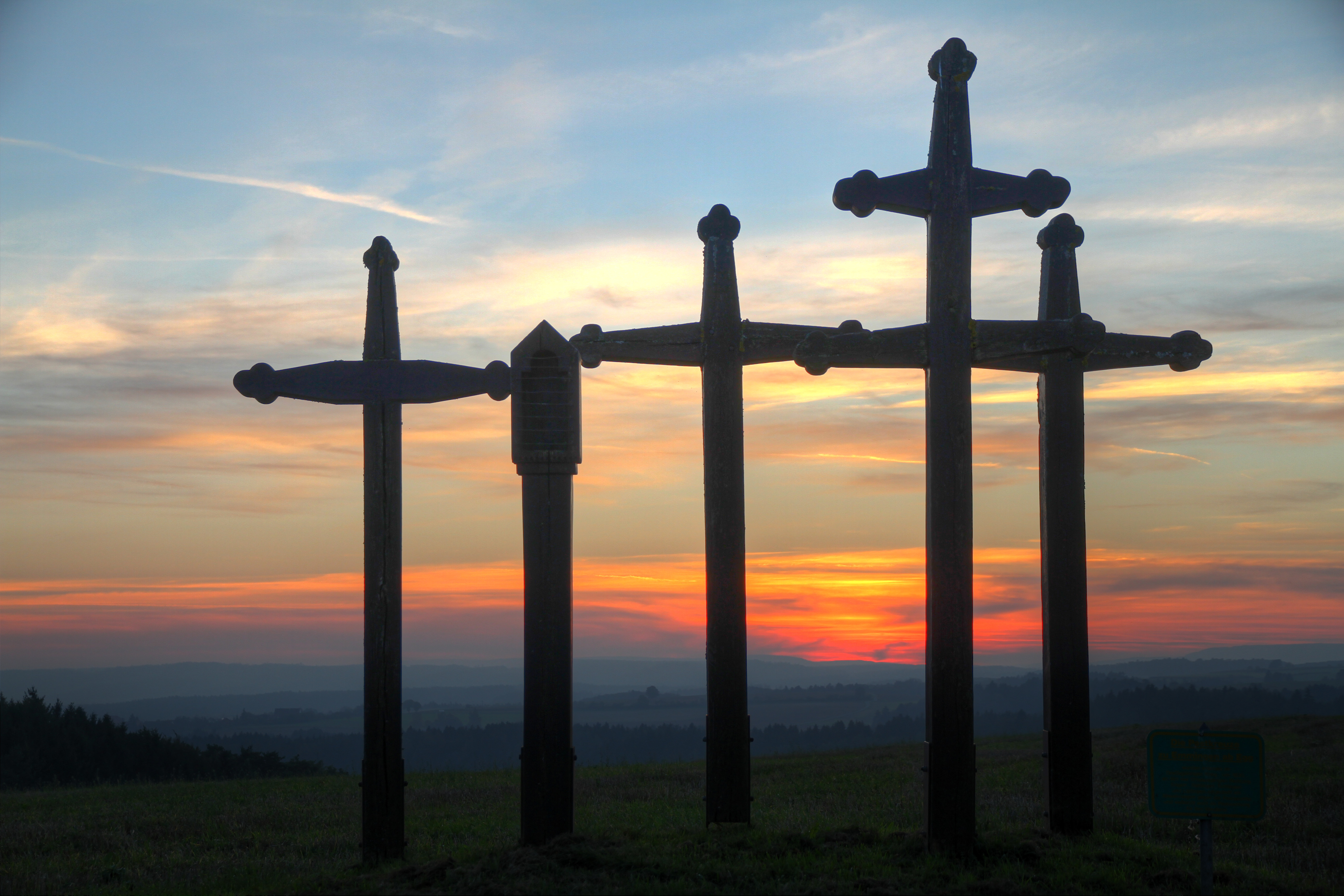
Pestkreuze in Emmingen ab Egg

Liptingen wurde im Jahre 761 als Liubdahinga erstmals in einer Schenkungsurkunde des Klosters St. Gallen erwähnt und gilt deshalb als älteste Gemeinde im Landkreis Tuttlingen.
Emmingen wurde im Jahre 820 erstmals urkundlich als Emminga erwähnt.
Im Bereich des Ortsteils Emmingen ab der Egg befinden sich die Reste der Wallburg Burg Gerichtszoller und der Burg Schenkenberg
Im Jahr 1629 und im Jahr 1635 wütete die Pest in Emmingen ab Egg. Nur jeder Vierte von 500 Einwohnern überlebte. In einem Gelübde, das auf alle Zeiten gewahrt werden soll, gelobten die Einwohner, die Erinnerung an die Pest wach zu halten, wenn sie aufhören sollte. An die Zeit der Pest und an das Gelübde erinnern das Pestkreuz mit dem doppelten Balken, die drei anderen Kreuze und ein Bildstock, die fortwährend gepflegt und renoviert werden.
Das vormalig fürstenbergische Emmingen kam 1806 zu Baden, das bis 1805/06 österreichische Liptingen mit dem Grenzvertrag zwischen Württemberg und Baden 1810.
Nach Gründung des Heeresflugplatzes im benachbarten Neuhausen ob Eck wurde an der Straße zwischen Emmingen und Liptingen im Jahr 1938 ein Scheinflugplatz angelegt, um potentielle Luftangriffe auf den tatsächlichen Flugplatz abzuwehren.
Bis zur Kreisreform befanden sich die Ortsteile in unterschiedlichen Landkreisen, nämlich Emmingen ab Egg im früheren Landkreis Donaueschingen, Liptingen im früheren Landkreis Stockach. Zum 1. Januar 1973 kamen beide Gemeinden zum Landkreis Tuttlingen.
Aus den früher selbstständigen Gemeinden Emmingen ab Egg und Liptingen wurde im Rahmen der Gemeindereform in Baden-Württemberg am 1. Januar 1975 die neue Gemeinde Emmingen ab Egg gebildet. Die Gemeinde Liptingen reichte beim Staatsgerichtshof Baden-Württemberg gegen den Zusammenschluss mit Emmingen eine Normenkontrollklage ein, die abgewiesen wurde. Am 1. September 1976 wurde die Doppelgemeinde in Emmingen-Liptingen umbenannt.

## Politik

### Verwaltungsgemeinschaft
Die Gemeinde Emmingen-Liptingen ist ein Mitglied der Vereinbarten Verwaltungsgemeinschaft mit der Stadt Tuttlingen.

### Gemeinderat
Der Gemeinderat in Emmingen-Liptingen besteht aus den gewählten 14 ehrenamtlichen Gemeinderäten und dem Bürgermeister als Vorsitzendem. Der Bürgermeister ist im Gemeinderat stimmberechtigt.
In Emmingen-Liptingen wurde der Gemeinderat letztmals bei der Kommunalwahl 2019 nach dem Verfahren der unechten Teilortswahl gewählt. Dabei konnte sich die Zahl der Gemeinderäte, die regulär bei 14 liegt, durch Überhangmandate erhöhen. Mit der Änderung der Hauptsatzung mit Wirkung zum 1. Oktober 2022 wurde die unechte Teilortswahl abgeschafft. Seitdem gibt es keine Sitzzahlgarantien für die Emminger und Liptinger Gemeinderäte mehr. 
Ab 1975 bis 1994 galt zudem im Ortsteil Liptingen die Ortschaftsverfassung, demzufolge ein Ortsvorsteher und Ortschaftsrat eingerichtet waren. Die Abschaffung der Ortschaftsverfassung war von Protesten der Liptinger Einwohnerschaft begleitet.
Die Kommunalwahl am 9. Juni 2024 führte zu folgendem Endergebnis.
| Parteien und Wählergemeinschaften | Parteien und Wählergemeinschaften    | % 2024  | Sitze 2024 | % 2019 | Sitze 2019 | Kommunalwahl 2024 %50403020100 45,96 %39,11 %14,93 %n. k. %n. k. % UWGListeFrauenGELLBTGewinne und Verlusteim Vergleich zu 2019 %p 18 16 14 12 10 8 6 4 2 0 −2 −4 −6 −8−10−12−14+3,16 %p+16,11 %p+0,73 %p−12,6 %p−7,4 %pUWGListeFrauenGELLBT |
| UWG                               | Unabhängige Wählergemeinschaft       | 45,96   | 6          | 42,8   | 6          | Kommunalwahl 2024 %50403020100 45,96 %39,11 %14,93 %n. k. %n. k. % UWGListeFrauenGELLBTGewinne und Verlusteim Vergleich zu 2019 %p 18 16 14 12 10 8 6 4 2 0 −2 −4 −6 −8−10−12−14+3,16 %p+16,11 %p+0,73 %p−12,6 %p−7,4 %pUWGListeFrauenGELLBT |
| Liste                             | Die Liste                            | 39,11   | 6          | 23,0   | 3          | Kommunalwahl 2024 %50403020100 45,96 %39,11 %14,93 %n. k. %n. k. % UWGListeFrauenGELLBTGewinne und Verlusteim Vergleich zu 2019 %p 18 16 14 12 10 8 6 4 2 0 −2 −4 −6 −8−10−12−14+3,16 %p+16,11 %p+0,73 %p−12,6 %p−7,4 %pUWGListeFrauenGELLBT |
| Frauen                            | Frauen initiativ                     | 14,93   | 2          | 14,2   | 2          | Kommunalwahl 2024 %50403020100 45,96 %39,11 %14,93 %n. k. %n. k. % UWGListeFrauenGELLBTGewinne und Verlusteim Vergleich zu 2019 %p 18 16 14 12 10 8 6 4 2 0 −2 −4 −6 −8−10−12−14+3,16 %p+16,11 %p+0,73 %p−12,6 %p−7,4 %pUWGListeFrauenGELLBT |
| GEL                               | Gemeinsam für Emmingen-Liptingen     | –       | –          | 12,6   | 2          | Kommunalwahl 2024 %50403020100 45,96 %39,11 %14,93 %n. k. %n. k. % UWGListeFrauenGELLBTGewinne und Verlusteim Vergleich zu 2019 %p 18 16 14 12 10 8 6 4 2 0 −2 −4 −6 −8−10−12−14+3,16 %p+16,11 %p+0,73 %p−12,6 %p−7,4 %pUWGListeFrauenGELLBT |
| LBT                               | Liste für Bürgernähe und Transparenz | –       | –          | 7,4    | 1          | Kommunalwahl 2024 %50403020100 45,96 %39,11 %14,93 %n. k. %n. k. % UWGListeFrauenGELLBTGewinne und Verlusteim Vergleich zu 2019 %p 18 16 14 12 10 8 6 4 2 0 −2 −4 −6 −8−10−12−14+3,16 %p+16,11 %p+0,73 %p−12,6 %p−7,4 %pUWGListeFrauenGELLBT |
| gesamt                            | gesamt                               | 100,0   | 14         | 100,0  | 14         | Kommunalwahl 2024 %50403020100 45,96 %39,11 %14,93 %n. k. %n. k. % UWGListeFrauenGELLBTGewinne und Verlusteim Vergleich zu 2019 %p 18 16 14 12 10 8 6 4 2 0 −2 −4 −6 −8−10−12−14+3,16 %p+16,11 %p+0,73 %p−12,6 %p−7,4 %pUWGListeFrauenGELLBT |
| Wahlbeteiligung                   | Wahlbeteiligung                      | 66,25 % | 66,25 %    | 61,6 % | 61,6 %     | Kommunalwahl 2024 %50403020100 45,96 %39,11 %14,93 %n. k. %n. k. % UWGListeFrauenGELLBTGewinne und Verlusteim Vergleich zu 2019 %p 18 16 14 12 10 8 6 4 2 0 −2 −4 −6 −8−10−12−14+3,16 %p+16,11 %p+0,73 %p−12,6 %p−7,4 %pUWGListeFrauenGELLBT |

### Bürgermeister
Erster Bürgermeister der Doppelgemeinde war Peter Dreher, der das Amt ab Gemeindegründung 1976 innehatte und 1984 wiedergewählt wurde. Ihm folgte 1992 Joachim Löffler (* 1960), der 2000, 2008 und 2016 wiedergewählt wurde. Bei der Bürgermeisterwahl 2024 trat er nicht erneut an. Am 23. Juni 2024 wurde Florian Kienzler mit 88,5 Prozent der Stimmen gewählt, der das Amt am 15. September 2024 antrat.

### Ortsvorsteher
Nach dem Zusammenschluss von Emmingen und Liptingen wurden in Liptingen ein Ortsvorsteher und ein Ortschaftsrat installiert. Als erster Ortsvorsteher ab 1975 fungierte Otto Schoch sen., der letzte Bürgermeister von Liptingen. 
1980 wurde als Nachfolger Franz Kirchmann zum Liptinger Ortsvorsteher gewählt. 1989 wurde Hermann Matt zum Ortsvorsteher gewählt, der das Amt bis zur Abschaffung der Ortschaftsverfassung 1994 innehatte.

### Wappen
| Emmingen ab Egg | Liptingen | In dem am 14. Juni 1978 vom Landratsamt Tuttlingen verliehenen Wappen wurden Motive der Wappen der Ortsteile aufgegriffen. Schrägbalken und Sterne stammen aus dem im Jahre 1900 angenommenen Wappen von Emmingen ab Egg. Der Schrägbalken war das Wappen des mittelalterlichen Ortsadels, die Sterne und die Tingierung sind eine Anspielung auf das Wappen der Herrschaft Hewen, zu der Emmingen seit etwa 1466 gehörte. Die Herrschaft ging 1639 an das Fürstentum Fürstenberg über. Die Hirschstange ist dem 1895 geschaffenen Wappen von Liptingen entnommen. Sie weist auf die einstige Zugehörigkeit des Ortes zur vorderösterreichischen Landgrafschaft Nellenburg bis 1805 hin. |

|  | Blasonierung: „Unter goldenem (gelbem) Schildhaupt, worin eine vierendige blaue Hirschstange, in Schwarz ein goldener (gelber) Schrägbalken, begleitet von zwei silbernen (weißen) Sternen.“ |
|  | |

## Kultur und Sehenswürdigkeiten

Rosenbrunnen

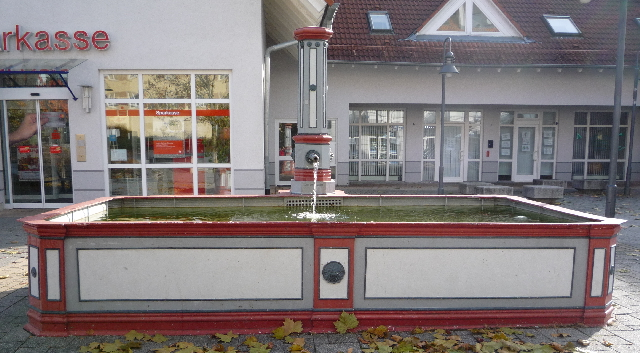
Burgbrunnen im Dorfzentrum

Die Kommune ist dem Tourismusverband „Donaubergland“ angeschlossen.

### Bauwerke
- St. Michael (Liptingen)
- Kirchenburg Emmingen
- Homburg
- Dorfmuseum
- Emminger Brunnen: Rosenbrunnen in der Witthohstraße (1893), Burgbrunnen im Dorfzentrum, Schächerbrunnen, Lindenbrunnen (1860), Kronenbrunnen
- Schenkenbergkapelle
- „Schelmenbaum“, eine Skulptur in Form eines unbelaubten Baumes mit Mensch-Affen-Figuren von Peter Lenk

### Napoleonisches Dreieck

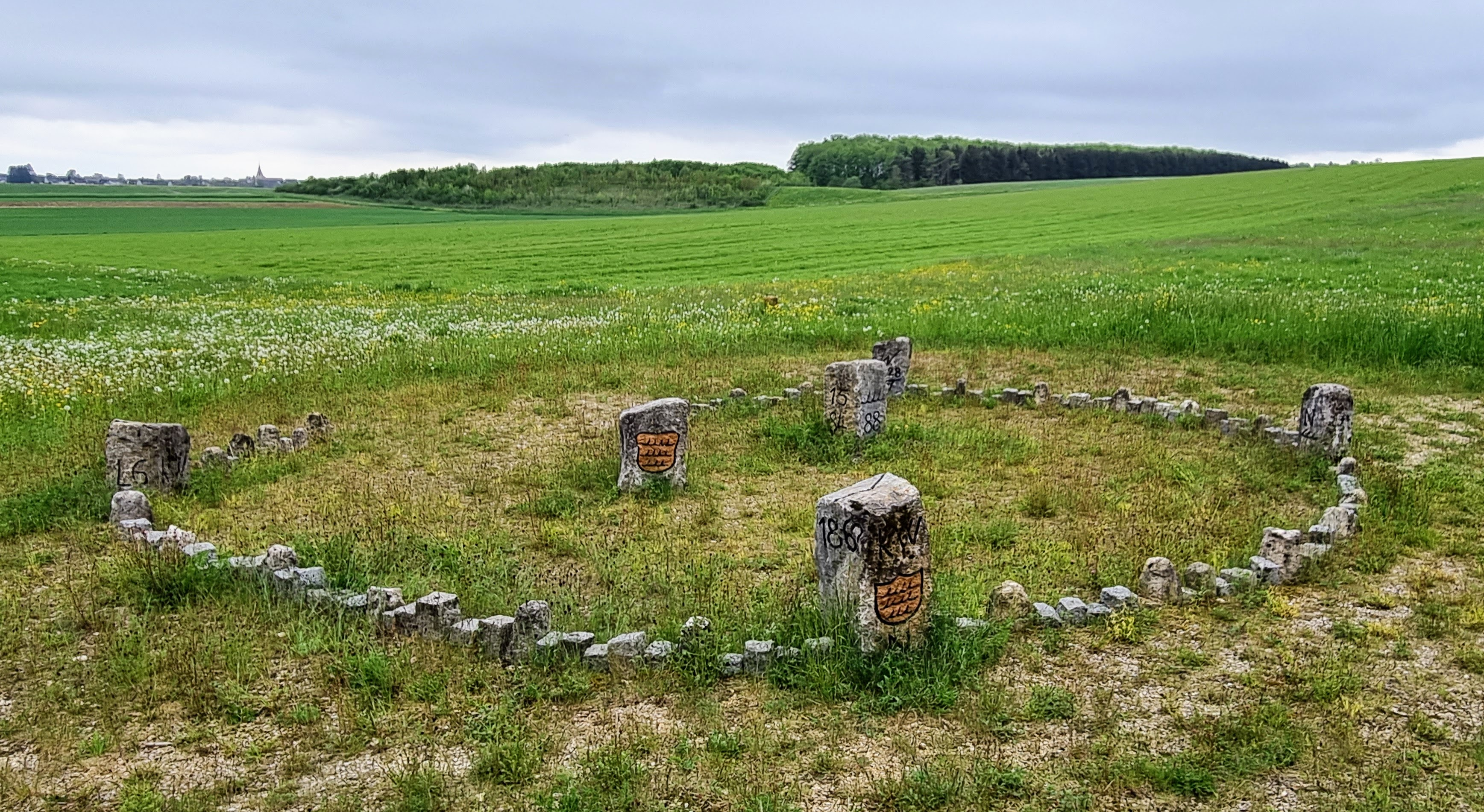
Grenzsteine am „Napoleonischen Dreieck“

Am Friedhag, etwa zwei Kilometer nordöstlich der Liptinger Ortsmitte, befindet sich das sogenannte „Napoleonische Dreieck“ (). Hier sind an der Grenze zu Neuhausen mehrere neue und aufgefundene Grenzsteine aus der Zeit von 1584 bis 1894 aufgestellt. Zum Teil sind sie Zeugen der napoleonischen territorialen Flurbereinigung zu Anfang des 19. Jahrhunderts. Sie brachte damals gänzlich neue politische Verhältnisse, so wurden unter anderem aus rund 600 kleinstaatlichen Gebilden drei Flächenstaaten gegründet: das Großherzogtum Baden, das Königreich Württemberg sowie das Fürstentum Hohenzollern-Sigmaringen. Auf einer Informationstafel werden die Herkunft der Grenzsteine sowie die mit ihnen verbundene Geschichte erläutert.

### Natur
Hausberg Emmingens ist der Witthoh (862 m ü. NHN), von dessen Aussichtsplateau man Fernsicht über den Hegau mit dessen Vulkanen und den Bodensee mit der Alpenkette im Hintergrund hat.
Seit September 2009 gibt es bei Emmingen einen Friedwald, in dem Naturbestattungen möglich sind.

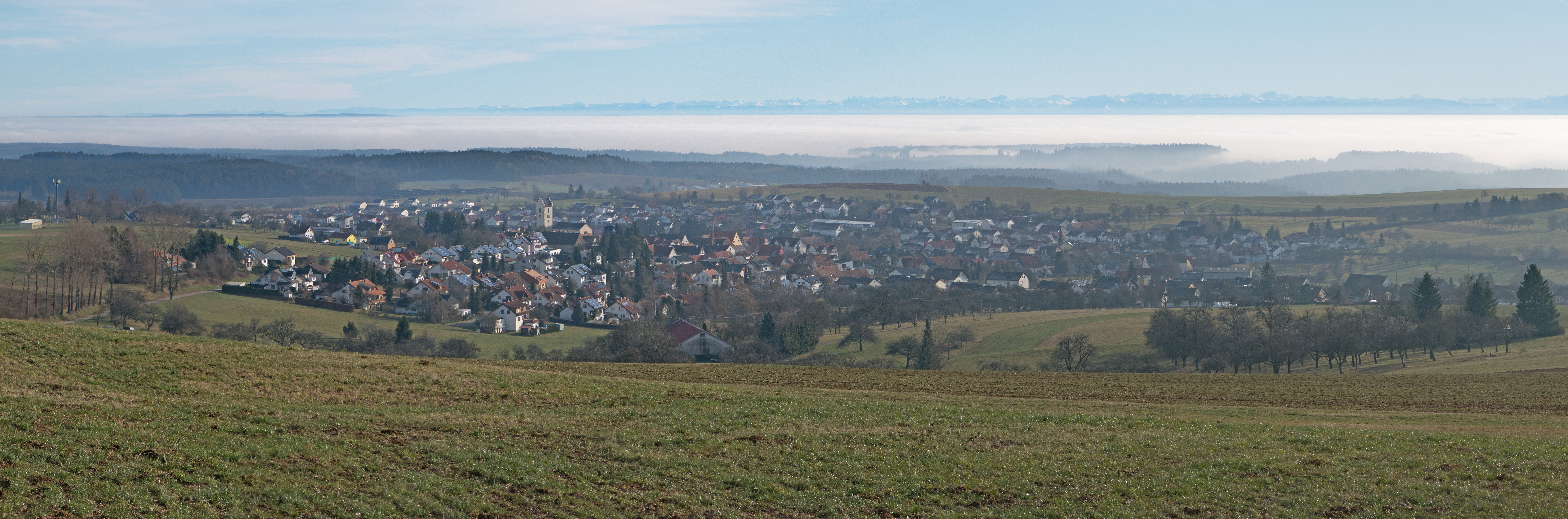
Blick vom Witthoh auf Emmingen bei Inversionswetterlage und Alpensicht

## Wirtschaft und Infrastruktur
Die Gewerbestruktur der Gemeinde konnte in den letzten Jahren stark verbessert werden. Dabei handelt es sich um Betriebe der Metallverarbeitung, des Maschinen- und Fahrzeugbaus, schwerpunktmäßig jedoch in der Chirurgiebranche.
Die gute Entwicklung der Gemeinde führte zu einer erheblichen Bevölkerungszunahme. Emmingen-Liptingen ist eine der Gemeinden im Kreis Tuttlingen, die in den letzten Jahren am meisten gewachsen sind.

### Verkehr

#### Fernstraßen
Von Tuttlingen aus verlaufen die Bundesstraße 14 Stockach–Stuttgart und die Bundesstraße 311 auf der Gemarkung Emmingen-Liptingen. Während die B 311 Richtung Worndorf abzweigt, führt die B 14 an Liptingen vorbei weiter zum „Schuhfranz“. Beim Seltenbacher Hof (im Volksmund „Hühnerhof“ genannt), also direkt an der Gemarkungsgrenze zu Tuttlingen, zweigt die Bundesstraße 491 ab und verläuft durch Emmingen nach Engen.

#### Bus- und Bahnverkehr
Die Linie 350 verbindet Emmingen und Liptingen täglich mit Tuttlingen, ferner verkehrt mehrmals täglich die Linie 103 zwischen Tuttlingen und Stockach via Liptingen. Außerdem sind Emmingen und Liptingen auch unterorts über die Linie 352 vernetzt. Emmingen-Liptingen ist Teil des Verkehrsverbund Schwarzwald-Baar-Heuberg. 
Wichtige Bahnhöfe in der Nähe sind Tuttlingen (etwa 10 km nordwestlich), Immendingen (etwa 14 km westlich) und Stockach (etwa 17 km südöstlich).

#### Radverkehr
Eine Alltagsroute aus dem Radnetz Baden-Württemberg führt durch das nördliche Gemeindegebiet und verbindet die Gemeinde mit Tuttlingen und in der anderen Richtung an Neuhausen ob Eck vorbei mit Meßkirch.